# ひとよ (映画)
『ひとよ』は、2019年11月8日公開の日本映画。

## 概要
15年前に起きた事件によって人生を大きく狂わされた一家4人が再会し、崩壊した家族の絆を取り戻そうとする姿を描く。
原作は劇作家である桑原裕子が手掛けた劇団KAKUTA上演（2011年初演）の同名タイトルの舞台作品。監督は白石和彌、主演は佐藤健。PG12指定。

## あらすじ
土砂降りの雨が降る夜、タクシー会社を営む稲村家の母・こはる（田中裕子）は最愛の子どもたち三兄妹の幸せのため、愛した夫を手にかけた。それから15年後、あの日以来時間が止まってしまった一家の元にこはるが帰ってくるが……。

## 登場人物
稲村雄二
演 - 佐藤健（少年時代：池田優斗）
稲村家の次男。東京で働くうだつの上がらないフリーライター。
稲村大樹
演 - 鈴木亮平
稲村家の長男。電気屋で働いている。兄妹では唯一の既婚者であるが、夫婦関係に悩んでいる。吃音症を患っている。
稲村園子
演 - 松岡茉優
稲村家の長女。末っ子。15年前の事件により夢だった美容師を諦めて、現在はスナックで働いている。
丸井進
演 - 音尾琢真
こはるの甥。稲丸タクシーの社長を務める。
柴田弓
演 - 筒井真理子
稲丸タクシーの事務員。
歌川要一
演 - 浅利陽介
雄二の同級生で稲丸タクシー所属の運転手。
牛久真貴
演 - 韓英恵
雄二の同級生で稲丸タクシー所属の女性運転手。
稲村二三子
演 - MEGUMI
大樹の妻。現在は別居中。
友國淳也
演 - 大悟（千鳥）
稲丸タクシーに乗り合わせるチンピラ。
堂下道生
演 - 佐々木蔵之介
稲丸タクシー所属の新人運転手。17歳の息子を持つ父親。
稲村雄一
演 - 井上肇
稲村三兄妹の父親。
稲村こはる
演 - 田中裕子
稲村三兄妹の母親。15年ぶりに子供達との再会を果たす。

## スタッフ
- 原作：桑原裕子「ひとよ」
- 監督：白石和彌
- 脚本：髙橋泉
- 音楽：大間々昂
- 製作総指揮：佐藤直樹
- 製作：新井重人、千葉伸大、加太孝明、宮崎伸夫、瓶子吉久、渡辺章仁、永田勝美、豊田勝彦、有馬一昭
- エグゼクティブプロデューサー：福家康孝、安藤親広
- プロデューサー：高橋信一、長谷川晴彦、安田邦弘
- アソシエイトプロデューサー：関根健晴、飯田雅裕
- 撮影：鍋島淳裕（J.S.C.）
- 美術：今村力
- 照明：かげつよし
- 録音：浦田和治（J.S.A.）
- 装飾：多田明日香
- 編集：加藤ひとみ
- 音響効果：柴崎憲治（J.S.A.）
- 衣装：宮本まさ江
- ヘアメイク：有路涼子、石田伸
- VFXスーパーバイザー：朝倉怜
- 助監督：茂木克仁
- 制作担当：宮森隆介
- 配給協力：ライブ・ビューイング・ジャパン
- 企画・制作プロダクション：ROBOT
- 製作幹事・配給：日活
- 製作：「ひとよ」製作委員会（日活、アミューズ、ROBOT、朝日新聞社、集英社、ローソンエンタテインメント、ひかりTV、ライブ・ビューイング・ジャパン、イオンエンターテイメント）

## 受賞
- 第41回ヨコハマ映画祭[7]
  - 日本映画ベストテン 第7位
- 第62回ブルーリボン賞[8]
  - 助演女優賞（MEGUMI）[注 1]
- 第15回おおさかシネマフェスティバル[9]
  - 日本映画 作品賞ベストテン 第3位
  - 脚本賞（髙橋泉）
- 第93回キネマ旬報ベスト・テン[10]
  - 日本映画ベスト・テン 第7位
  - 日本映画監督賞（白石和彌）[注 2]
- 第29回日本映画プロフェッショナル大賞[11]
  - 2019年度ベストテン 第7位